# André Laurent
André Laurent (Luik, 7 augustus 1914 – 8 december 1981) was een Belgisch senator.

## Levensloop
Doctor in de rechten, licentiaat in het notariaat en in de politieke wetenschappen, werd Laurent in 1965 liberaal gecoöpteerd senator en vervulde dit mandaat tot in 1968.

## Publicatie
- Le Jeu du plus beau crime, Luik, A. Maréchal, 1944.